# Santo Spirito (Insel)
Santo Spirito ist eine Insel in der Lagune von Venedig. Sie liegt südlich von Venedig, zwischen den Inseln San Clemente und Poveglia. Die Fläche der Insel beträgt 2,38 Hektar, bei einer Länge von 200 Metern und einer Breite von 150 Metern.
Während des Chioggia-Krieges zwischen Venedig und Genua besetzte 1379 die genuesische Flotte Chioggia, setzte Teile der Truppen im Dezember 1379 ins Kloster, die bis Februar 1380 blieben. Dabei wurde das Kloster beschossen und beim Abzug ließen die Genuesen das Kloster Brondolo abreißen. Die dortigen Mönche erhielten vom Senat das Kloster Santo Spirito auf der gleichnamigen Insel, das von den Augustiner-Chorherren verlassen worden war. Dies wurde 1409 vom Senat und von Papst Gregor XII. bestätigt. Jedoch verschwand das Kloster schon bald wieder. Es wurde bei Gründung der italienischen Zisterzienserkongregation 1497 nicht mehr erwähnt.
Heute ist die Insel unbewohnt, in der Vergangenheit befand sich dort eine Kirche von Sansovino. Bis zum Jahre 1806 lebten Mönche auf der Insel, danach verließen sie diese, da Napoleon ihnen zu viele Schwierigkeiten bereitete. Nach dem Wegzug der Mönche baute die französische Besatzung, nicht ohne vorher etliche Häuser niedergerissen zu haben, Unterkünfte für Soldaten und etliche Magazinschuppen. 
Die Insel macht heute einen verwahrlosten und verfallenen Eindruck, da sich ab Beginn der zweiten Hälfte des 20. Jahrhunderts niemand um eine Belebung der Insel bemühte.
Die einstmals in der Kirche von Santo Spirito befindlichen Gemälde von Palma il Vecchio und Tizian wurden in die Stadt Venedig verbracht.